# Virginio Merola
Pour les articles homonymes, voir Merola.
Virginio Merola, né le 14 février 1955 à Santa Maria Capua Vetere, en Campanie, est un homme politique italien, membre du Parti démocrate d'Italie. Il est maire de Bologne de 2011 à 2021.

## Biographie

### Formation
Virginio Merola naît le 14 février 1955 à Santa Maria Capua Vetere. Adolescent, il fréquente le lycée Marco Minghetti de Bologne (it). Il est titulaire d'une maîtrise en philosophie obtenue à l'université de Bologne. Il effectue son service militaire au sein de la brigade alpine Julia (it). De 1979 à 1989, il travaille comme agent de recouvrement pour la société Autostrade per l'Italia, puis est embauché par la société Lega delle Autonomie en 1989.

### Carrière politique
Adhérant au Parti communiste, il est membre du Parti démocrate de la gauche jusqu'à sa dissolution en 1998, puis des Démocrates de gauche jusqu'à la disparition du parti en 2007, avant de co-fonder le parti démocrate en 2007.
En 2008, Merola est candidat à la primaire du parti démocrate pour concourir aux élections municipales de Bologne de 2009. Il se retrouve finalement à la troisième place de la primaire derrière le vainqueur Flavio Delbono (it) et Maurizio Cevenini (it) avec 21,44 % des suffrages.
À la suite de la démission du maire de Bologne Flavio Delbono en 2010, Annamaria Cancellieri est désignée commissaire préfectoral (c-à-d maire intérimaire), et Maurizio Cevenini est pressenti pour succéder à Delbono. Cependant, en octobre 2010 il est révélé que Cevenini souffre d'ischémie ce qui le pousse à renoncer à se présenter à la mairie. Après le retrait de Cevenini, Merola se présente à nouveau à la primaire de gauche et l'emporte avec 58,3% des voix face à Amelia Frascaroli, membre de Sinistra Ecologia Libertà, et Benedetto Zacchiroli, membre du Parti démocrate.
Ainsi, lors des élections municipales de 2011, Merola accède à la mairie de Bologne en réunissant 50,4% des voix au premier tour.
Lors des élections municipales de 2016, Merola est réélu à la mairie de Bologne en récoltant 54,64% des voix au second tour.
En août 2017, Merola est condamné par la cour des comptes pour la nomination d'un cadre sans qualification, Marco Lombardelli, en tant que chef de cabinet de la municipalité,.